# Pavel Kuka
Pavel Kuka (* 19. Juli 1968 in Prag) ist ein ehemaliger tschechischer Fußballspieler.

## Laufbahn

### Stationen als Vereinsspieler
Der Stürmer begann mit dem Fußballspielen bei Slavia Prag, für den er 1987 in der 1. Liga der damaligen Tschechoslowakei debütierte. Seinen Armeedienst verrichtete er zwischen 1987 und 1989 bei RH Cheb, anschließend spielte er wieder für Slavia.
Nachdem Kuka bereits Interesse beim MSV Duisburg und VfB Stuttgart hervorgerufen hatte, wechselte er in der Winterpause der Saison 1993/94 für eine Ablösesumme von 1,75 Millionen D-Mark in die deutsche Bundesliga zum 1. FC Kaiserslautern. Dort trug er mit acht Toren in zehn Spielen in der Rückrunde zum zweiten Platz der Pfälzer bei. In Erinnerung blieb unter anderem ein Doppelpack beim 4:0-Sieg gegen den FC Bayern auf dem heimischen Betzenberg. In der folgenden Saison setzte er seine erfolgreiche Zeit beim FCK fort. Er erzielte 16 Tore und wurde in allen 34 Spielen eingesetzt. 1996 erlebte er ein widersprüchliches Jahr der Enttäuschungen und Erfolge. Zusammen mit dem 1. FC Kaiserslautern stieg er aus der 1. Bundesliga ab, gewann jedoch eine Woche nach dem Abstieg den DFB-Pokal. Im Pokal wurde er zudem zusammen mit Thomas Häßler und Wladimir Bestschastnych Torschützenkönig. Mit der Tschechischen Fußballnationalmannschaft wurde er im Sommer Vizeeuropameister in England. Das Finale wurde äußerst unglücklich durch ein Golden Goal in der Verlängerung entschieden. Anschließend erlebte er 1996/97 mit den Roten Teufeln aus Kaiserslautern den Wiederaufstieg in die Bundesliga und war mit 14 Treffern wieder der erfolgreichste Torschütze der Pfälzer. Im nächsten Jahr erreichte der FCK den sensationellen Gewinn der Meisterschaft als Aufsteiger, zu der er mit fünf erzielten Toren beitrug. Gegen Ende der Saison hatte er allerdings seinen Stammplatz verloren.
Daher wechselte er zur Saison 1998/99 zum Aufsteiger 1. FC Nürnberg. Obwohl er dort zu einer Stütze im Angriff avancierte, konnte der Club den knappen Abstieg nicht vermeiden. Kuka wechselte zum VfB Stuttgart, bei dem er jedoch nicht Fuß fassen konnte.
Nach insgesamt 144 Spielen und 50 Toren in der Bundesliga sowie 25 Spielen (14 Tore) in der 2. Bundesliga verließ er im September 2000 Deutschland und kehrte zurück zu Slavia Prag. Mit dieser Mannschaft gewann er 2002 den Tschechischen Pokal, 2005 beendete er dort seine aktive Karriere.
Er spielt nebenher noch für den Amateurverein SK Marila Votice.

### Nationalmannschaft
Pavel Kuka bestritt insgesamt 87 A-Länderspiele, bei denen er 29 Tore erzielte. Bereits am 29. August 1990 debütierte er für die Tschechoslowakische Fußballnationalmannschaft in einem Freundschaftsspiel gegen Finnland. Bis zur Trennung der Tschechoslowakei in Tschechien und die Slowakei kam er auf 24 Länderspiele (7 Tore). Danach spielte er weitere 63 Mal für die Tschechische Fußballnationalmannschaft und erzielte dabei 22 Tore. Mit ihr nahm er an der Europameisterschaft 1996 teil, bei der Tschechien Vizeeuropameister wurde, und an der EM 2000. Nach über elf Jahren beendete er mit einem Einsatz beim WM-Qualifikationsspiel gegen Malta am 5. September 2001 seine Länderspiellaufbahn.

### Sportdirektor
2005 war Pavel Kuka Sportdirektor beim tschechischen Erstligisten FK Marila Příbram, verließ den Klub aber auf eigenen Wunsch schon nach einem halben Jahr. Seit dem 14. Januar 2013 war Kuka Sportdirektor bei Viktoria Pilsen. Mit Pilsen wurde er 2013 tschechischer Meister. Am 15. Januar 2015 wurde bekanntgegeben, dass Kuka nach zwei Jahren den Verein verlasse, um sich auf den von ihm gegründeten Verein Czech 96 zu konzentrieren.

### Erfolge
- 1× DFB-Pokalsieger 1996
- 1× Deutscher Meister: 1998
- 1× Tschechischer Pokalsieger (Pohár ČMFS) 2002
- 1× Vize-Europameister 1996